# لوون سورملیان
لِوون زاوِن سورمِلیان (ارمنی: Լեւոն Զաւէն Սիւրմէլեան؛ زادهٔ ۱۹۰۵ - درگذشته ۱۹۹۵) یک پدیدآورنده ارمنی-آمریکایی بود. وی اثر حماسی ارمنیان «داوید ساسونی» (ارمنی: Սասնա ծռեր; Sasna tsřer) را به زبان انگلیسی ترجمه نمود و در سال ۱۹۶۴ به چاپ رسید.

## زندگی‌نامه
لوون سورملیان در ترابزون در ولایت ترابوزان در امپراتوری عثمانی به دنیا آمد پدر وی کاراپت سورملیان داروساز بود و مادرش زوارت دیرادوریان نام داشت. لوون سومین فرزند کوچک خانواده بود (۱ برادر و دو خواهر). در سال ۱۹۱۵ در طی نسل‌کشی ارمنی‌ها توسط دولت حکومت ترکان جوان عثمانی، سورملیان والدین خویش را از دست داد و به همراه دو خواهر و یک برادرش توسط یک پزشک یونانی که دوست خانواده‌شان بود به فرزندخواندگی پذیرفته شد.
در سال ۱۹۱۶ هنگامی که سورملیان ۱۱ ساله بود سوار یک کشتی روسی شد و ابتدا به باتومی و سپس کراسنودار رفت پس از متارکه جنگ جهانی اول در سال ۱۹۱۸، سورملیان و دوستانش به استانبول رسیدند و دیرتر در مدرسه کشاورزی در آرماش شرکت جستند.
در سال ۱۹۲۲ سورملیان به همراه اتحادیه کشاورزی ارمنستان به کانزاس در ایالات متحده آمریکا سفر نمود و دیرتر شروع به تحصیل در دانشگاه‌های کالیفرنیا و نبراسکا نمود.
سورملیان نخستین کتاب خویش به زبان انگلیسی را در سال ۱۹۴۵ نگاشت که یک خودزندگی‌نامه است دربارهٔ نسل‌کشی ارمنی‌ها که از دید سورملیان ۱۰ ساله خلق شده‌است.
از سال ۱۹۵۸ تا ۱۹۶۹ سورملیان در دانشگاه‌ها و موسسات آموزشی در کالیفرنیا سخنرانی‌های ایراد کرد.